# توده (فیلم ۱۹۸۸)
توده (به انگلیسی: The Blob) یک فیلم علمی تخیلی و ترسناک آمریکایی محصول سال ۱۹۸۸ به نویسندگی و کارگردانی چاک راسل که بازسازی فیلمی به همین نام توده محصول ۱۹۵۸ محسوب می‌شود، بازیگران اصلی این فیلم شاونی اسمیت، کوین دیلون، دوناوان لیچ، جفری دی‌مان، پل مک‌کرین، آرت لافلئور، رابرت اکسلراد، جو سنکا، دل کلوز و کندی کلارک می‌باشند.
فیلم توده که در ابیویل، لوئیزیانا فیلمبرداری شد، در اوت ۱۹۸۸ توسط ترایستار پیکچرز اکران شد و در باکس آفیس شکست خورد و ۸٫۲ میلیون دلار در برابر بودجه ۱۰ میلیون دلاری خود فروخت. اگرچه این فیلم با واکنش‌های متفاوتی از سوی منتقدان مواجه شد، اما از آن زمان به بعد این فیلم طرفدارانی پیدا کرد.

## داستان
موجودی مرگبار از فضا در نزدیکی یک شهر کوچک سقوط می‌کند و شروع میکند به خوردن هر کسی که در مسیرش قرار دارد. وقتی دانشمندان سازمان مخفی دولتی سعی در مهار این موجود وحشتناک دارند، فاجعه به بار می‌آید …

## بازخوردها
در وب‌سایت جمع‌آوری نقد راتن تومیتوز بر اساس ۲۷ نقد منتقد، با میانگین امتیاز ۶/۱۰، دارای ۶۳ درصد تأییدیه است.

## شبکه خانگی
این فیلم به صورت دی‌وی‌دی در ایالات متحده توسط سرگرمی خانگی سونی پیکچرز در ۱۱ سپتامبر ۲۰۰۱ منتشر شد. سونی بار دیگر این فیلم را در سپتامبر ۲۰۱۳ به عنوان بخشی از "مجموعه ۴ فیلم ترسناک دیگر منتشر کرد.